# Kill to Get Crimson
Kill to Get Crimson – solowy album Marka Knopflera wydany 17 września 2007.
Nagrany w należącym do Knopflera studio „British Grove” album będzie wydany w trzech wersjach – na płycie kompaktowej, na winylowym long playu oraz jako CD z „bonusowym” DVD. Materiał zawarty na albumie rozpoczęto nagrywać w styczniu 2007 i powstawał on w okresie 7 tygodni. Według słów Knopflera muzyka na płycie inspirowana jest angielską muzyką ludową (folkową) i ma inne brzmienie niż ostatnie, natchnione amerykańską muzyką lat 50., płyty nagrane i zremiksowane w Stanach Zjednoczonych.
Płyta została zmiksowana przez Chucka Ainlaya, masteringu dokonał Bob Ludwig.
Okładkę płyty stanowi fragment obrazu Johna Bratbiego „Four Lambrettas and Three Portraits of Janet Churchman” namalowany w 1958. Tytuł albumu jest wersem piosenki „Let It All Go” opowiadającej o malarzu który zrobiłby wszystko, jest nawet gotowy „zabić”, aby otrzymać kolor karmazynowy (crimson).
Album w Polsce uzyskał status złotej płyty.

## Recenzje płyty
Według recenzenta magazynu „Billboard” piąta solowa płyta Knopflera (nie licząc albumów z muzyką filmową) nie odbiega od jego poprzednich płyt ani formułą, ani jakością, a „Knopfler jest jednym z nielicznych artystów którzy potrafią nagrać dobry album od początku do końca”.
Robert Sankowski w recenzji Gazety Wyborczej napisał, że jest to „album dla raczej podtatusiałych fanów, którzy lubią sobie posłuchać muzyki wygodnie rozparci w swoim ulubionym fotelu. Ale kto powiedział, że i oni nie zasługują od czasu do czasu na niezłą płytę?”

## Lista utworów
- „True Love Will Never Fade” – 4:21
- „The Scaffolder’s Wife” – 3:52
- „The Fizzy And The Still” – 4:07
- „Heart Full Of Holes” – 6:36
- „We Can Get Wild” – 4:17
- „Secondary Waltz” – 3:43
- „Punish The Monkey” – 4:36
- „Let It All Go” – 5:17
- „Behind With The Rent” – 4:46
- „The Fish And The Bird” – 3:45
- „Madame Geneva’s” – 3:59
- „In The Sky” – 7:29

## Muzycy
- Mark Knopfler – gitary, wokal
- Glenn Worf – gitara basowa
- Guy Fletcher – instrumenty klawiszowe
- Danny Cummings – instrumenty perkusyjne

- Chris White – saksofon, klarnet
- Frank Ricotti – wibrafon
- Ian Lowthian – akordeon
- John McCusker – skrzypce, cytra
- Steve Sidwell – trąbka